# Яблуня (Миколаївський район)
Я́блуня — село в Україні, у Березанській селищній громаді Миколаївського району Миколаївської області. Населення становить 39 осіб.